# Lokomotiv Moscou (football)
Maillots
Actualités
Le Futbolny klub Lokomotiv, plus communément appelé Lokomotiv Moscou (en russe : «Локомотив» Москва), est un club de football russe fondé en 1922 et basé à Moscou, capitale du pays.
Club représentant de la RJD, société des chemins de fer russes, il fait partie des équipes fondatrices de la première division soviétique en 1936, et se démarque notamment en remportant la première édition de la coupe nationale la même année. Bien que remportant une deuxième coupe en 1957 et terminant deuxième du championnat en 1959, le Lokomotiv se place au fil du temps comme une équipe de milieu voire de bas de classement habituée à faire l'ascenseur entre la première et la deuxième division, passant une grande partie des années 1980 dans cette dernière.
Après la dissolution de l'Union soviétique et la mise en place du championnat russe, le Lokomotiv, notamment incarné par son entraîneur emblématique Iouri Siomine en poste pendant plus de vingt ans, devient rapidement une des équipes les plus importantes du football russe, notamment dans la coupe qu'elle remporte quatre fois entre 1996 et 2001. Habitué du podium de la fin des années 1990 au début des années 2000, il remporte le championnat russe à deux reprises en 2002 puis en 2004. Le départ de Siomine en 2005 et des troubles en interne amène le club à connaître une période de creux au cours le reste des années 2000 et le début de la décennie 2010, malgré deux victoires en coupe. Il connaît un rebond durant la période 2017-2021, coïncidant notamment au retour de Siomine au poste d'entraîneur, qui s'accompagne de trois nouvelles coupes ainsi que d'un troisième titre de champion en 2018.
Les couleurs principales du club sont le rouge et le vert. Il évolue depuis 2002 à la RZD Arena.

## Histoire

### 1922-1935: Fondation et premières années
Le football se développe en Russie sur le plan national à partir du début du XXe siècle, les clubs se réunissant alors principalement autour des sites industriels. Comme la plupart des équipes modernes issues de cette période, le manque d'archives et de traçabilité du football russe et soviétique dans ses premières années a amené à de nombreuses incertitudes concernant leurs origines, et donc leur date de naissance effective. Le Lokomotiv actuel s'est ainsi vu attribué au fil du temps plusieurs dates de fondation, les plus fréquentes étant les années 1922, 1923, 1935 et 1936. Pendant de nombreuses années la date retenue a été le 12 janvier 1936, date de création de la société sportive Lokomotiv dans le cadre de la formation du championnat soviétique, mais celle-ci ignore alors son passé dans les divisions locales moscovites. L'« Histoire officielle du Lokomotiv », publiée par Pavel Alechine en 2006, indique quant à elle le 12 août 1923 comme date de naissance. Cette date est elle aussi remise en cause car elle prend pour base la première rencontre de la saison 1923 du championnat de Moscou d'un des ancêtres du club, le KOR. Or un autre ancêtre reconnu, le Kazanka, nommé ainsi d'après la ville de Kazan qui est alors le terminus d'une des principales lignes de chemin de fer soviétique, la ligne Moscou-Kazan, existait déjà en mai 1922, tandis qu'un autre livre affirme son existence dès 1908 avec un premier match documenté en juillet 1912.
D'après le site officiel, la version actuelle admise est que le Lokomotiv moderne est issu de l'équipe du Kazanka, qui est fondée en 1922 et évolue alors dans le championnat moscovite. Le club du même nom des années 1910 est quant à lui ignoré en raison du manque de lien de parenté clair entre les deux. Le premier match documenté du club se déroule donc le 23 juillet 1922 contre l'équipe d'Izmaïlovo, remporté alors 7-0 par le Kazanka. Cette première rencontre est par la suite désignée comme date de fondation effective du Lokomotiv. L'année 1923 est marquée par une réorganisation profonde des cellules sportives soviétiques avec la dissolution de la Ligue de football moscovite qui s'accompagne par la fusion de plusieurs équipes amateurs, le Kazanka disparaît ainsi à cette date pour être intégré au sein du KOR (en russe : Клуб Октябрьской Революции, soit littéralement Club de la révolution d'Octobre), qui dispute quant à lui sa première rencontre le 12 août 1923 dans le cadre du championnat de Moscou au stade de la rue Novoriazanskaïa, qui devient plus tard le stade Lokomotiv au sein duquel l'équipe, qui évolue alors en t-shirt bleu clair avec short blanc, évolue durant ses premières années. À partir de 1931, le club est renommé officiellement Équipe des maîtres du chemin de fer Moscou-Kazan (en russe : Команду мастеров Московско-Казанской железной дороги), aussi abrégé Kazanka par les supporters. Le 1er mai 1935 est mis en service le stade Stalinets, à l'emplacement de l'actuelle RZD Arena, qui constitue le premier véritable domicile du club.

### 1936-1951: Débuts difficiles dans le championnat soviétique
Le Lokomotiv sous sa forme actuelle est créé officiellement le 12 janvier 1936 avec la fondation de la société sportive Lokomotiv, qui hérite des infrastructures et d'une grande partie de l'effectif de l'ancien Kazanka auquel s'ajoute des joueurs issus d'autres équipes locales telles que l'Elektrozavod, le ZIF, le ZIS ou encore le Serp i Molot. Le club est par la suite intégré au sein du championnat soviétique de première division pour sa première saison au printemps 1936. Alors habillé en rouge et blanc, il dispute notamment le match d'ouverture de la compétition le 22 mai contre le Dinamo Léningrad pour une défaite 3-1, tandis que Viktor Lavrov ouvre la marque pour le Lokomotiv et marque ainsi le premier but de l'histoire des championnats soviétiques,. Lors des cinq autres rencontres de l'exercice, le club l'emporte notamment contre le Krasnaïa Zaria Léningrad et le CDKA Moscou pour finalement terminer cinquième avec ces deux victoires pour quatre défaites.
Cette première saison est suivie par la première édition de la Coupe d'Union soviétique au cours de l'été 1936. Démarrant lors du deuxième tour de la compétition, le Lokomotiv passe successivement chaque tour de la compétition contre des équipes de divisions inférieures ou locales avant de défaire le Krasnaïa Zaria Léningrad en demi-finales sur le score de 5-0 pour finalement s'imposer lors de la finale contre le Dinamo Tbilissi le 28 août 1936 sur le score de 2-0 grâce à des buts d'Alekseï Sokolov (ru) et Viktor Lavrov marqués en première période. Une semaine seulement après cette victoire, la phase automnale du championnat démarre et voit cette fois le club se classer quatrième avec quatre victoires et trois défaites. Brièvement dirigée l'année suivante par le franco-hongrois Jules Limbeck, premier entraîneur étranger de l'histoire du championnat soviétique,, puis par Mikhaïl Souchkov, l'équipe termine alors sixième mais atteint à nouveau les demi-finales de la coupe, où elle est cependant vaincue par le Dynamo Moscou, futur vainqueur. Les années qui suivent la voit stagner dans le milieu de classement jusqu'à l'interruption du championnat en raison de la Seconde Guerre mondiale.
La reprise de la compétition en 1945 voit le Lokomotiv connaître une saison désastreuse avec une seule victoire et trois matchs nuls en vingt-deux rencontres, se concluant sur une dernière position et une relégation en deuxième division. Intégré dans la section Sud, le club connaît un nouvel exercice décevant en ne terminant que septième, loin d'une place en barrage de promotion. Il se reprend finalement lors de la saison 1947 en dominant la zone Centre devant le MVO Moscou avant de remporter la phase finale et de retrouver l'élite en 1948. Se classant septième puis onzième lors des deux saisons suivants son retour, l'équipe retombe finalement à l'issue de l'exercice 1950 en terminant quinzième, étant notamment victime de la diminution du nombre d'équipes participantes. Elle se remet cependant très vite de cette relégation et est promue dès l'année suivante en terminant troisième de la deuxième division.

### 1952-1969: Brève période de succès et retombée en bas de classement
Se classant neuvième pour son retour en première division en 1952, l'arrivée de Boris Arkadiev, entraîneur réputé de l'époque, l'année suivante, ainsi que de joueurs tels que l'attaquant Valentin Bouboukine et le gardien de but Vladimir Maslatchenko voit une amélioration nette des performances de l'équipe, notamment en coupe nationale avec deux demi-finales en 1953 et 1955 avant de finalement l'emporter en 1957 face au Spartak Moscou grâce à un but de Viktor Vorochilov. Les performances en championnat sont quant à elle plus inconstante, le Lokomotiv terminant notamment cinquième et quatrième en 1955 et 1957 respectivement tout en enchaînant deux places de dixième, proche de la relégation entre-temps. Arkadiev quitte finalement son poste à la fin de saison 1957 et est remplacé par Ievgueni Ieliseïev qui amène quant à lui le club à une nouvelle demi-finale de coupe en 1958, perdue contre le Torpedo Moscou, mais surtout à une deuxième place en championnat à l'issue de l'exercice 1959 en terminant à seulement deux points du Dynamo Moscou, constituant la meilleure performance du Lokomotiv de l'ère soviétique. Cette période voit également le passage de plusieurs autres joueurs notables de l'époque tels que Ievgueni Rogov, Viktor Sokolov, Igor Zaïtsev, Zaur Kaloyev, Iouri Kovaliov ou encore Vitali Artemiev.
Quittant son poste à l'issue de cette dernière saison, Ieliseïev est remplacé par Nikolaï Morozov pendant deux saisons et demie, amenant le club à la cinquième place en 1960 et en 1961. Un très mauvais début d'exercice 1962 amène cependant à son renvoi à l'été tandis qu'Alekseï Kostylev amène l'équipe à la douzième place. Cette période est notamment marquée d'un changement de génération avec le départ des cadres des succès précédents qui est mal vécu par le club qui, malgré le retour de Boris Arkadiev en 1963, termine finalement dix-septième et est relégué en fin d'année, finissant derrière le Krylia Sovetov Kouïbychev au nombre de victoires remportées. L'équipe domine par la suite la deuxième division et fait son retour dès la saison 1965. Celle-ci est cependant très compliquée et est marqué par le départ d'Arkadiev au mois d'août tandis que Ievgueni Rogov amène l'équipe en quinzième position.
Dirigé par la suite brièvement par Konstantin Beskov puis Valentin Bouboukine, les performances du Lokomotiv ne s'améliorent pas durant les saisons qui suivent et le cantonne à des places de bas de classement, malgré une dixième place en 1969. Bouboukine quitte son poste à l'issue de ce dernier exercice et est remplacé par Viktor Marienko qui ne peut empêcher le club de connaître une saison 1970 très difficile qui débouche sur une dix-huitième place synonyme de relégation avec dix points de retard sur le maintien.

### 1970-1991: Entre la première et la deuxième division
Effectuant son quatrième passage en deuxième division, le Lokomotiv de Marienko échoue à être promu à l'issue de la saison 1970, terminant à onze points des premières places. L'entraîneur est alors remplacé par Ievgueni Rogov qui amène cette fois l'équipe à la onzième position l'année suivante et à une promotion en première division pour la saison 1972. Le club échoue cependant à poursuivre sur sa lancée et, malgré le renvoi de Rogov à l'été et son remplacement par Igor Voltchok, termine finalement avant-dernier et retourne directement à l'échelon inférieur. Brièvement remplacé par Mikhail Yakushin en début d'année 1973, Voltchok reprend très vite son poste dès le mois de mai et amène l'équipe à la troisième position avant de remporter le championnat de deuxième division en 1974. Il parvient par la suite à maintenir le Lokomotiv dans l'élite pendant les cinq saisons qui suivent et termine notamment sixième en 1977. Le mauvais début de saison 1978 lui est cependant fatal et il est remplacé par Viktor Marienko qui parvient à maintenir le club de justesse en finissant quinzième à un point du Dniepr Dnipropetrovsk. Après une douzième place l'année suivante, il ne peut empêcher finalement la relégation de l'équipe qui termine dernière du championnat au terme de l'exercice 1980.
Cette dernière relégation débouche cette fois sur un passage plus étendu au deuxième échelon, le Lokomotiv échouant de peu à la relégation lors des deux années qui suivent avant de tomber dans le milieu de classement à partir de 1983 avec une quinzième position suivie de trois places de sixième d'affilée. Cette période voit notamment l'arrivée de Iouri Siomine, ancien joueur du club entre 1975 et 1977, à la tête de l'équipe au début de la saison 1986. Après avoir fini sixième à l'issue de cet exercice, il amène par la suite le club à deuxième place du championnat dès l'année suivante pour retrouver l'élite après sept années d'absence lors de l'année 1988. Maintenant le Lokomotiv à l'issue de cette saison en terminant septième, les départs des cadres tels que Stanislav Tchertchessov, Sergueï Bazoulev ou encore Sergueï Gorloukovitch mettent un terme à la bonne dynamique du club dès l'exercice suivant et amène à une nouvelle relégation en deuxième division. Il termine par la suite quatrième en 1990 pour remonter dans l'élite. Siomine quitte cependant ses fonctions en fin d'année et est remplacé par Valeri Filatov qui ne peut empêcher le club de finir dernier en fin de saison 1991. Dans le même temps, l'équipe connaît de très bonnes performances en coupe nationale avec une finale perdue en 1990 contre le Dynamo Kiev et deux autres passages en demi-finales se concluant par des défaites contre le CSKA Moscou et le Spartak Moscou lors des deux années suivantes.

### 1992-2005: Âge d'or sous Iouri Siomine
La fin d'année 1991 voit un grand bouleversement du football soviétique avec la dissolution de l'Union soviétique à la fin du mois de décembre. Les anciennes compétitions disparaissent alors pour laisser placer à des championnats uniques à chaque ancienne république. Le championnat russe est ainsi fondé en 1992 et inclus dans ses rangs les équipes russes de l'ancienne première mais également des deuxième et troisième divisions soviétiques, incluant le Lokomotiv qui évite ainsi la relégation malgré sa dernière place l'année précédente. Dans la foulée, Iouri Siomine reprend son poste d'entraîneur en début d'année 1992 avec pour adjoint Vladimir Echtrekov, tandis que Filatov devient président du club. Intégré au sein du groupe A, le club fait ses débuts dans ce nouveau championnat le 3 avril 1992 contre l'Okean Nakhodka, l'emportant alors 2-1. Il parvient par la suite à se placer en deuxième position du groupe avant de terminer quatrième à l'issue de la deuxième phase du championnat, à seulement un point du podium derrière le Dynamo Moscou, ce qui constitue alors son meilleur classement dans l'élite depuis 1959 mais lui permet également de se qualifier en Coupe UEFA pour la première fois de son histoire à l'été 1993. Cette première aventure européenne est cependant très brève, avec une élimination d'entrée contre la Juventus au premier tour.
Portée par des joueurs tels qu'Alekseï Arifoulline, Sergueï Ovtchinnikov, Oleg Pashinin, Vladimir Maminov, Iouri Drozdov, Ievgueni Kharlatchiov, Igor Tchougaïnov, Sergueï Gurenko, Andreï Solomatine ou encore Dmitri Loskov, les performances de l'équipe s'améliorent très vite au fil des années 1990 avec un premier podium dès 1994 puis une deuxième place l'année suivante qui égale la meilleure performance historique du club en championnat. Dans le même temps, elle se démarque également dans la Coupe de Russie en l'emportant à quatre reprises entre 1995 et 2001 pour en devenir très vite l'équipe la plus titrée. Ces victoires permettent au Lokomotiv de participer à trois reprises à la Coupe des coupes où elle se démarque en 1998 puis en 1999 en y atteignant le stade des demi-finales avant d'être battu respectivement par le VfB Stuttgart et la Lazio Rome. Le Lokomotiv s'impose par la suite comme un habitué du podium à partir de la saison 1998, enchaînant trois deuxièmes places d'affilée entre 1999 et 2001 avant de finalement l'emporte à l'issue de l'exercice 2002 en remportant le match d'appui pour le titre contre le CSKA Moscou le 21 novembre 2002, Dmitri Loskov inscrivant alors le but du titre. L'année 2002 voit par ailleurs l'ouverture du nouveau stade Lokomotiv, alors en rénovation depuis l'an 2000.
Après avoir échoué à conserver son titre en 2003 en terminant quatrième, le club remporte son deuxième championnat dès l'année 2004, avec cette fois des joueurs tels que Marat Izmaïlov, Dmitri Sennikov, Vadim Ievseïev ou encore Dmitri Sytchev. L'année suivant ce nouveau titre, le Lokomotiv participe pour la première fois de son histoire à la phase finale de la Ligue des champions, où il est cependant éliminé au stade des huitièmes de finale par l'AS Monaco, futur finaliste. Siomine quitte finalement ses fonctions au mois d'avril 2005 pour prendre la tête de la sélection russe et est remplacé par son adjoint Vladimir Echtrekov qui poursuit notamment une série alors en cours de matchs sans défaite pour atteindre un total de 27 rencontres invaincu, un record dans le championnat russe. Alors que l'équipe est bien placée pour conserver son titre, les blessures notables de Loskov et Sytchev donnent lieu à deuxième partie d'exercice très compliquée qui voit le club ne remporter que trois des douze derniers matchs de la saison pour finalement terminer à la troisième place du classement.

### 2006-2011: Présidences Siomine et Naoumov
La décevant fin de la saison 2005 voit Echtrekov quitter son poste d'entraîneur pour devenir directeur sportif, tandis que le Serbe Slavoljub Muslin est nommé à la tête de l'équipe, devenant le premier entraîneur non-russe ou soviétique du club depuis Jules Limbeck en 1937. Après un début de saison 2006 décevant, l'équipe entame une série de dix-sept matchs sans défaite qui lui permet de prendre la tête du classement pendant un temps avant de retomber à partir du mois de septembre, ce qui amène au renvoi de Muslin dès le mois suivant tandis que son remplaçant Oleg Dolmatov ne peut finalement accrocher que la troisième place. Le Lokomotiv est dirigé l'année suivante par Anatoli Bychovets, tandis que Iouri Siomine fait son retour en tant que président après le licenciement de Valeri Filatov par le conseil d'administration du club. Ces arrivées s'accompagnent de plusieurs départs de cadres tels que Vadim Ievseïev, Marat Izmaïlov ou Dmitri Loskov durant la pré-saison ou l'été 2007. Cela n'empêche cependant pas le Lokomotiv de remporter la Coupe de Russie au mois de mai 2007 contre le FK Moscou, bien qu'il termine à une décevante septième place en championnat, ce qui amène au départ du duo Bychovets-Siomine en fin de saison.
Le nouveau président est alors Nikolaï Naoumov, qui se consacre principalement au développement des infrastructures du club, avec notamment la construction d'un nouveau stade de petite taille, la Sapsan Arena, afin d’accueillir le nouveau club-école du Lokomotiv-2 à partir de 2009. Sur le plan sportif, Rashid Rahimov est nommé à la tête de l'équipe qui enregistre par ailleurs l'arrivée de l'international russe Dmitri Torbinski tandis que Denis Glouchakov intègre l'équipe première. Malgré cela, les performances domestiques restent décevantes et le club termine une nouvelle fois septième en 2008 et termine par ailleurs dernier de son groupe en Coupe UEFA. Après un mauvais début d'exercice 2009, Rahimov est renvoyé dès le mois d'avril avant d'être remplacé par Iouri Siomine au mois de juin après un bref intérim de Vladimir Maminov, alors tout juste retraité.
L'été 2009 est marqué par le départ du capitaine Diniyar Bilyaletdinov tandis que le gardien brésilien Guilherme devient un titulaire régulier. Le Lokomotiv connaît par la suite une très bonne deuxième partie de saison qui lui permet d'accrocher finalement la quatrième place du championnat, n'échouant à atteindre le podium qu'à la différence de buts avec le Zénith Saint-Pétersbourg. L'année 2010 voit le club recruter notamment Maicon, Dmitri Tarasov et Oleksandr Aliyev tandis que Dmitri Loskov fait son retour dans l'équipe durant l'été. Malgré cela, le club connaît un mauvais début de championnat qui amène à la démission du président Naoumov au mois d'août, et son remplacement par Olga Smorodskaïa. Siomine est quant à lui maintenu à la tête de l'équipe qui connaît une très bonne fin de saison, restant invaincu à partir de la fin du mois d'août pour finalement se classer cinquième. Malgré cela, l'entraîneur est finalement renvoyé au terme de l'exercice.

### 2011-2016: Présidence Smorodskaïa
Pour le début de la saison 2011-2012, Iouri Krasnojan est engagé au poste d'entraîneur tandis que le Lokomotiv se sépare d'Oleksandr Aliyev, Dmitri Sennikov et Malkhaz Asatiani. Après un début d'exercice décevant, Krasnojan est vite suspecté par sa direction de perdre volontairement plusieurs rencontres, dont notamment une défaite 2-1 contre l'Anji Makhatchkala lors de la onzième journée du championnat, ce qui amène à son renvoi dès le début du mois de juin 2011. Il est par la suite remplacé par le Portugais José Couceiro qui amène l'équipe à la cinquième position à l'issue de la première phase du championnat. La deuxième phase est cependant plus difficile pour le club qui se classe finalement septième en fin de saison, amenant au renvoi de Couceiro. Entraîné lors de l'exercice suivant par le technicien croate Slaven Bilić et malgré les arrivées d'Aleksandr Samedov, Vedran Ćorluka ou encore Dame N'Doye durant l'été, le club termine neuvième du championnat, son pire classement depuis 1991 et Bilić dès la fin de saison.
Pour la saison 2013-2014, les dirigeants du Lokomotiv engagent Leonid Kuchuk à la tête de l'équipe première. Celui-ci ramène avec lui Mbark Boussoufa et Lassana Diarra de l'Anji Makhatchkala, tandis que Denis Glouchakov part pour le Spartak Moscou. Fort de ce recrutement, le club commence la saison de très bonne manière et se place rapidement parmi les prétendants au titre, se classant premier à la trêve hivernale. Par la suite cependant, les résultats de l'équipe sont plus inconstants et elle ne peut finalement faire mieux qu'une troisième place, ne gagnant qu'un seul point lors des trois derniers matchs. À l'aube de l'exercice 2014-2015, des tensions internes apparaissent entre une partie des joueurs, notamment les recrues de l'année précédente Boussoufa et Diarra, et leur entraîneur. Cette situation débouche sur un début de saison décevant et le renvoi de Kuchuk dès la mi-septembre 2014, tandis que le contrat de Diarra est rompu peu de temps avant à la fin du mois d'août. Dirigée par la suite par Miodrag Božović, l'équipe retrouve les premières places à la trêve hivernale. Le début d'année 2015 est marquée par une diminution du financement du club de 20% par la société des chemins de fer en raison de la crise financière en Russie tandis qu'il se voit infliger une amende de cinq millions d'euros par l'UEFA pour non-respect du fair-play financier au mois de mai. Pendant ce temps, l'équipe connaît une deuxième partie de saison décevante qui amène au renvoi de Božović au mois de mai 2015 et son remplacement par Igor Tcherevtchenko, qui remporte quelques jours plus tard la Coupe de Russie contre le Kouban Krasnodar, constituant le premier titre du club depuis 2007, avant d'être nommé à plein temps le mois suivant. Partant avec l'ambition de remporter le titre de champion, la saison 2015-2016 débouche cependant sur une décevante sixième place qui amène aux départs de Tcherevtchenko et de la présidente Smorodskaïa durant l'été 2016.

### 2016-2021: Retour de Siomine et troisième titre de champion
Le Lokomotiv connaît un très bon début de championnat qui lui permet de se classer en tête au moment de la trêve hivernale avec une avance de huit points. Pendant ce temps, le club parvient à dominer son groupe de Ligue Europa et à atteindre la phase finale où il élimine notamment l'OGC Nice avant de tomber lourdement contre l'Atlético Madrid, futur vainqueur de la compétition, en huitième de finale. Poursuivant par la suite sur sa lancée en championnat, le club parvient finalement à l'emporter au terme de l'exercice, remportant son troisième titre de champion de Russie.
Se renforçant durant l'été 2018 avec les arrivées de Fiodor Smolov, Benedikt Höwedes et Grzegorz Krychowiak, le club connaît cependant un début de saison 2018-2019 compliqué qui le voit passer une grande partie du début de championnat en milieu de classement, tandis qu'il est rapidement éliminé de la Ligue des champions avec seulement une victoire en six matchs au sein d'un groupe D pourtant considéré comme prenable. La fin d'année 2018 voit par ailleurs le remplacement de Gerkous par Vassili Kiknadze en tant que président du club. L'équipe se remet par la suite en marche et parvient à accrocher la quatrième position à la trêve hivernale avant de monter rapidement sur le podium en début d'année 2019 pour finalement terminer deuxième du classement derrière le Zénith Saint-Pétersbourg. En parallèle, le club remporte sa huitième coupe nationale en l'emportant une nouvelle fois contre l'Oural Iekaterinbourg lors de la finale.
Tandis que la saison 2019-2020 est longuement interrompue du fait de la pandémie de Covid-19 en Russie, le contrat de Iouri Siomine n'est malgré tout pas renouvelé et l'entraîneur quitte ses fonctions pour être remplacé par Marko Nikolić pour la fin d'exercice qui voit le Lokomotiv terminer deuxième après la reprise du championnat. Le début de la saison suivante est notamment marquée par le départ du joueur clé Alekseï Mirantchouk pour l'Atalanta Bergame ainsi que par des désordres en interne, qui font retomber l'équipe dans le milieu de classement où il se place huitième au moment de la trêve hivernale,. Le club connaît par la suite un changement de président avec le remplacement de Vassili Kiknadze par Vladimir Leontchenko (en) durant le mois de décembre 2020. Après la reprise, l'équipe affiche une des meilleures formes du championnat, enregistrant notamment huit victoires d'affilée au sortir de la trêve, et prend même part à la lutte pour le titre pendant un temps avant de finalement se contenter de la troisième position. Elle rencontre également un nouveau succès en Coupe de Russie où elle bat le Krylia Sovetov Samara pour remporter son neuvième titre dans la compétition.

### 2021-: Une difficile transition
Durant l'été 2021, le club engage l'Allemand Ralf Rangnick au poste de directeur des sports et du développement, bien que celui-ci quitte son poste dès la fin du mois de novembre pour entraîner Manchester United. Son passage est tout de même marqué par le renvoi de l'entraîneur Marko Nikolić au début du mois du mois d'octobre après une série de cinq matchs sans victoire en championnat et en Ligue Europa, malgré de bonnes performances initiales domestiquement. Son remplaçant est Markus Gisdol, ancien entraîneur du FC Cologne, qui quitte cependant ses fonctions dès le 1er mars 2022 en réaction à l'invasion russe de l'Ukraine. La saison se termine sous la houlette de Dmitri Loskov puis Zaur Khapov (en) qui amène le club à une sixième place en championnat.
À l'aube de l'exercice 2022-2023, le Lokomotiv engage Josef Zinnbauer, un autre entraîneur allemand. Le 8 octobre, après une cinquième défaite en onze matchs qui le voit chuter dans la zone des barrages, le club décide de limoger Zinnbauer ainsi que le directeur sportif Thomas Zorn. Après un intérim d'un mois sous Andrei Fyodorov, l'entraîneur de Nijni Novgorod Mikhaïl Galaktionov (en) prend les rênes de l'équipe première le 13 novembre.

## Bilan sportif

### Palmarès
| Compétition russes | Compétitions internationales | Compétitions soviétiques |
| - Championnat de Russie (3) - Champion : 2002, 2004 et 2018. - Vice-champion : 1995, 1999, 2000, 2001, 2019 et 2020. - Coupe de Russie (9) - Vainqueur : 1996, 1997, 2000, 2001, 2007, 2015, 2017, 2019 et 2021 - Finaliste : 1998. - Supercoupe de Russie (3) - Vainqueur : 2003, 2005 et 2019. - Finaliste : 2008, 2015, 2017, 2018, 2020 et 2021. | - Ligue des champions - Huitièmes de finale : 2004. - Ligue Europa - Huitièmes de finale : 2018. - Coupe des vainqueurs de coupe - Demi-finales : 1998 et 1999. - Coupe de la CEI (1) - Vainqueur : 2005. - Coupe européenne des chemins de fer (5) - Vainqueur : 1974, 1976, 1979, 1983 et 1987. - Finaliste : 1963. | - Championnat d'Union soviétique - Vice-champion : 1959. - Coupe d'Union soviétique (2) - Vainqueur : 1936 et 1957. - Finaliste : 1989-1990. - Championnat d'Union soviétique de D2 (3) - Champion : 1947, 1964 et 1974. - Vice-champion : 1971 et 1987. |

### Classements en championnat
La frise ci-dessous résume les classements successifs du club en championnat d'Union soviétique.
La frise ci-dessous résume les classements successifs du club en championnat de Russie.

### Bilan général
|               | Compétition                          | Titres | M     | V     | N   | D   | BP    | BC    | Diff. |
| URSS          | Championnat d'Union soviétique       | -      | 1 007 | 305   | 290 | 412 | 1 225 | 1 437 | -212  |
| URSS          | Championnat d'Union soviétique de D2 | 3      | 631   | 312   | 170 | 149 | 933   | 580   | +353  |
| URSS          | Coupe d'Union soviétique             | 2      | 150   | 76    | 20  | 54  | 233   | 164   | +69   |
| URSS          | Coupe de la fédération               | -      | 12    | 0     | 2   | 10  | 11    | 32    | -21   |
| URSS          | Total URSS                           | 5      | 1 800 | 693   | 482 | 625 | 2 402 | 2 213 | +189  |
|               |                                      |        |       |       |     |     |       |       |       |
| Russie        | Championnat de Russie                | 3      | 953   | 468   | 261 | 224 | 1 400 | 916   | +484  |
| Russie        | Coupe de Russie                      | 9      | 106   | 67    | 18  | 21  | 179   | 90    | +89   |
| Russie        | Supercoupe de Russie                 | 3      | 9     | 2     | 2   | 5   | 9     | 14    | -5    |
| Russie        | Coupe de la Ligue                    | -      | 2     | 0     | 1   | 1   | 0     | 3     | -3    |
| Russie        | Total Russie                         | 15     | 1 070 | 537   | 282 | 253 | 1 588 | 1 023 | +565  |
|               |                                      |        |       |       |     |     |       |       |       |
| International | Ligue des champions                  | -      | 56    | 13    | 11  | 32  | 55    | 84    | -29   |
| International | Coupe des coupes                     | -      | 20    | 10    | 4   | 6   | 27    | 16    | +11   |
| International | Ligue Europa                         | -      | 72    | 29    | 16  | 27  | 103   | 100   | +3    |
| International | Coupe de la CEI                      | 1      | 7     | 5     | 1   | 1   | 14    | 5     | +9    |
| International | Total International                  | 1      | 155   | 57    | 32  | 66  | 199   | 205   | -6    |
|               |                                      |        |       |       |     |     |       |       |       |
| Total         | Total                                | 21     | 3 025 | 1 287 | 796 | 944 | 4 189 | 3 441 | +748  |

## Joueurs et personnalités du club

### Entraîneurs
La liste suivante présente les différents entraîneurs du club depuis 1936.
- Alekseï Stoliarov (ru) (mars 1936-décembre 1936)
- Jules Limbeck (avril 1937-août 1937)
- Mikhaïl Souchkov (en) (août 1937-1940)
- Ivan Andreïev (ru) (1944-septembre 1945)
- Viktor Stepanov (septembre 1945)
- Mikhaïl Souchkov (en) (septembre 1945-décembre 1945)
- Vladimir Blinkov (1946)
- Dmitri Maksimov (1947)
- Boris Apoukhtine (en) (janvier 1948-juin 1948)
- Dmitri Maksimov (juillet 1948-juin 1949)
- Gavriil Kachalin (juin 1949-septembre 1952)
- Boris Arkadiev (septembre 1952-décembre 1957)
- Ievgueni Ieliseïev (1958-1959)
- Nikolaï Morozov (janvier 1960-juillet 1962)
- Alekseï Kostylev (en) (juillet 1962-décembre 1962)
- Boris Arkadiev (janvier 1963-août 1965)
- Ievgueni Rogov (septembre 1965-décembre 1965)
- Konstantin Beskov (janvier 1966-juin 1966)
- Valentin Bouboukine (juin 1966-décembre 1968)
- Viktor Marienko (1969-1970)
- Ievgueni Rogov (janvier 1971-juillet 1972)
- Igor Voltchok (juillet 1972-décembre 1972)
- Mikhail Yakushin (janvier 1973-mai 1973)
- Igor Voltchok (janvier 1973-août 1978)
- Viktor Marienko (août 1978-décembre 1980)
- Aleksandr Sevidov (1981-1982)
- Vladimir Radionov (janvier 1983-août 1983)
- Igor Voltchok (septembre 1983-décembre 1985)
- Iouri Siomine (janvier 1986-décembre 1990)
- Valeri Filatov (en) (1991)
- Iouri Siomine (janvier 1992-avril 2005)
- Vladimir Echtrekov (en) (avril 2005-décembre 2005)
- Slavoljub Muslin (décembre 2005-octobre 2006)
- Oleg Dolmatov (octobre 2006-décembre 2006)
- Anatoli Bychovets (janvier 2007-novembre 2007)
- Rashid Rahimov (décembre 2007-avril 2009)
- Vladimir Maminov (intérim) (avril 2009-mai 2009)
- Iouri Siomine (juin 2009-novembre 2010)
- Iouri Krasnojan (décembre 2010-juin 2011)
- Vladimir Maminov (intérim) (juin 2011)
- José Couceiro (juillet 2011-mai 2012)
- Slaven Bilić (mai 2012-juin 2013)
- Leonid Kuchuk (juin 2013-septembre 2014)
- Igor Tcherevtchenko (intérim) (septembre 2014-octobre 2014)
- Miodrag Božović (mars 2014-mai 2015)
- Igor Tcherevtchenko (mai 2015-août 2016)
- Iouri Siomine (août 2016-mai 2020)
- Marko Nikolić (juin 2020-octobre 2021)
- Markus Gisdol (octobre 2021-mars 2022)
- Dmitri Loskov (intérim) (mars 2022-avril 2022)
- Zaur Khapov (en) (avril 2022-juin 2022)
- Josef Zinnbauer (juin 2022-octobre 2022)
- Andrei Fyodorov (intérim) (octobre 2022-novembre 2022)
- Mikhaïl Galaktionov (en) (depuis novembre 2022)

### Joueurs emblématiques

#### Distinctions individuelles

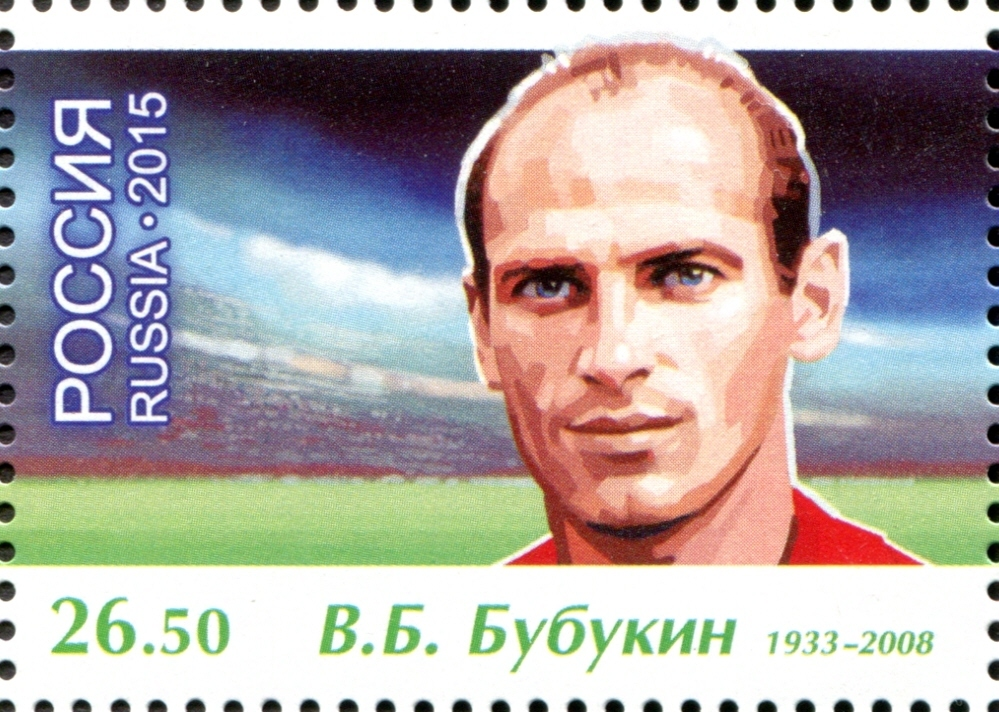
Le champion d'Europe 1960 Valentin Bouboukine passe la majorité de sa carrière au Lokomotiv.

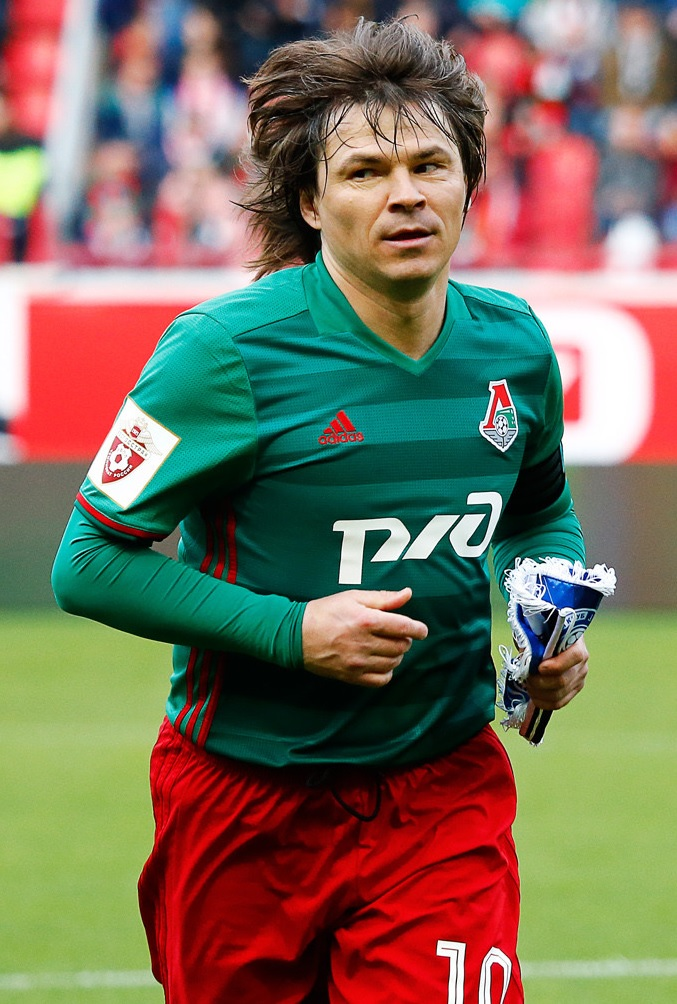
Durant ses trois passages au Lokomotiv entre 1997 et 2017, Dmitri Loskov devient à la fois le meilleur buteur et le joueur le plus capé de l'histoire du club.

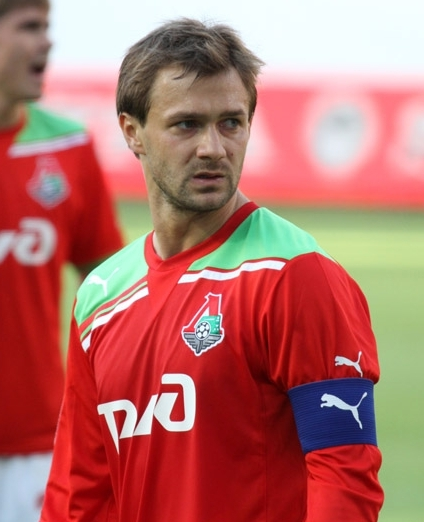
Dmitri Sytchev évolue au club entre 2004 et 2015.

La liste suivante présente les joueurs ayant obtenu des distinctions individuelles notables au cours de leur passage au club.
| Nom                    | Période au club          | Performances |
| ---------------------- | ------------------------ | --- |
| Valentin Bouboukine    | 1953-1960 1963-1965      | Équipe-type du championnat soviétique en 1959 et 1960. |
| Vitali Artemiev (ru)   | 1953-1962                | Liste des 33 meilleurs joueurs du championnat soviétique à quatre reprises entre 1955 et 1959. |
| Iouri Kovaliov         | 1954-1959 1962-1965      | Liste des 33 meilleurs joueurs du championnat soviétique entre 1956 et 1959. |
| Viktor Vorochilov      | 1956-1962                | Équipe-type du championnat soviétique en 1958. |
| Vladimir Maslatchenko  | 1957-1962                | Gardien de but soviétique de l'année en 1961. |
| Boris Kokh (ru)        | 1967-1969                | Équipe-type du championnat soviétique en 1967. |
| Sergueï Gorloukovitch  | 1986-1989                | Équipe-type du championnat soviétique en 1988 et 1989. |
| Sergueï Ovtchinnikov   | 1991-1997 2002-2005      | Gardien de but de l'année en Russie en 1994, 1995 et 2002. Équipe-type du championnat de Russie (ru) à sept reprises entre 1993 et 2003. |
| Oleg Pashinin          | 1992-2007                | Équipe-type du championnat russe en 2003. |
| Vladimir Maminov       | 1992-2008                | Équipe-type du championnat russe en 2004. |
| Alekseï Kosolapov (en) | 1993-1997                | Équipe-type du championnat russe en 1997. |
| Iouri Drozdov (en)     | 1993-2003                | Équipe-type du championnat russe en 2000. |
| Ievgueni Kharlatchiov  | 1994-2001                | Équipe-type du championnat russe en 1995. |
| Igor Tchougaïnov       | 1994-2001                | Équipe-type du championnat russe entre 1997 et 2001. |
| Sergueï Gurenko        | 1995-1999 2003-2008      | Footballeur biélorusse de l'année en 1999. Équipe-type du championnat russe en 1999. |
| Andreï Solomatine      | 1995-2001                | Équipe-type du championnat russe en 1996, 1997 et 1998. |
| Dmitri Loskov          | 1997-2007 2010-2013 2017 | Joueur le plus capé de l'histoire du club (431 matchs) Meilleur buteur de l'histoire du club (130 buts). Footballeur de l'année en Russie en 2002 et 2003. Meilleur buteur du championnat russe en 2000 et 2003. Équipe-type du championnat russe à quatre reprises entre 2002 et 2006. |
| Rouslan Nigmatoulline  | 1998-2001 2003-2004      | Footballeur de l'année en Russie en 2001. Gardien de l'année en Russie en 2000 et 2001. |
| Alexeï Smertine        | 1999-2000                | Footballeur de l'année en Russie en 1999. |
| Guennadi Nijegorodov   | 2000-2004                | Équipe-type du championnat russe entre 2000 et 2002. |
| Vadim Ievseïev         | 2000-2006                | Équipe-type du championnat russe entre 2002 et 2004. |
| Marat Izmaïlov         | 2000-2008                | Équipe-type du championnat russe en 2001. |
| Dmitri Sennikov        | 2000-2010                | Équipe-type du championnat russe en 2004. |
| Sergueï Ignachevitch   | 2001-2003                | Équipe-type du championnat russe entre 2001 et 2003. |
| Jacob Lekgetho         | 2001-2005                | Équipe-type du championnat russe en 2002 et 2003. |
| Dmitri Sytchev         | 2004-2015                | Footballeur de l'année en Russie en 2004. Équipe-type du championnat russe en 2004 et 2005. |
| Branislav Ivanović     | 2006-2007                | Équipe-type du championnat russe en 2007. |
| Guilherme Marinato     | 2007-                    | Gardien de but russe de l'année en 2019. |
| Vedran Ćorluka         | 2012-2021                | Équipe-type du championnat russe en 2021. |
| Vitaliy Denisov        | 2013-2019                | Équipe-type du championnat russe en 2014 et 2016. |
| Alekseï Mirantchouk    | 2013-2020                | Équipe-type du championnat russe en 2018 et 2020. |
| Manuel Fernandes       | 2014-2019                | Équipe-type du championnat russe en 2018. |
| Igor Denissov          | 2016-2019                | Équipe-type du championnat russe en 2018. |
| Solomon Kvirkvelia     | 2017-2021                | Équipe-type du championnat russe en 2018. |
| Grzegorz Krychowiak    | 2018-2021                | Équipe-type du championnat russe en 2019, 2020 et 2021. |

| #  | Nom                  | Période                    | Matchs |
| -- | -------------------- | -------------------------- | ------ |
| 1  | Dmitri Loskov        | 1997-2007, 2010-2013, 2017 | 421    |
| 2  | Vladimir Maminov     | 1992-2008                  | 400    |
| 3  | Sergueï Ovtchinnikov | 1991-1997, 2002-2005       | 366    |
| 4  | Sergueï Gurenko      | 1995-1999, 2003-2008       | 334    |
| 5  | Iouri Drozdov (en)   | 1993-2003                  | 326    |
| 6  | Igor Tchougaïnov     | 1990, 1994-2001            | 312    |
| 7  | Valentin Bouboukine  | 1953-1960, 1963-1965       | 289    |
| 8  | Guilherme Marinato   | 2007-                      | 274    |
| 9  | Oleg Pashinin        | 1992-2007                  | 273    |
| 10 | Dmitri Sytchev       | 2004-2015                  | 267    |

| #  | Nom                    | Période                    | Buts |
| -- | ---------------------- | -------------------------- | ---- |
| 1  | Dmitri Loskov          | 1997-2007, 2010-2013, 2017 | 130  |
| 2  | Dmitri Sytchev         | 2004-2015                  | 92   |
| 3  | Viktor Sokolov (ru)    | 1955-1963                  | 91   |
| 4  | Valentin Bouboukine    | 1953-1960, 1963-1965       | 70   |
| 5  | Viktor Vorochilov      | 1956-1962                  | 67   |
| 6  | Zaza Janashia (en)     | 1996-2001                  | 52   |
| 7  | Alekseï Kosolapov (en) | 1993-1997, 1998, 2001      | 51   |
| 8  | Ievgueni Kharlatchiov  | 1994-2001                  | 45   |
| 9  | Oleg Garine (en)       | 1993-1997                  | 44   |
| 10 | Vladimir Maminov       | 1992-2008                  | 41   |

#### Autres joueurs notables
(mars 2023).
La liste suivante présente d'autres joueurs notables du club. Ceux ayant évolué en sélection nationale lors de leur passage sont marqués en gras.
URSS/Russie
- Mikhaïl Antonevitch (en) (1947-1951)
- Rudolf Atamalyan (en) (1968-1972)
- Sergueï Bazoulev (en) (1986-1988)
- Vladimir Basalaïev (en) (1965-1970)
- Vladimir Beliakov (ru) (1968-1971)
- Rinat Bilialetdinov (en) (1982-1985)
- Aleksandr Boki (en) (1982-1986)
- Valeri Cheloudko (ru) (1966-1972)
- Viktor Chichkine (en) (1979-1981, 1986)
- Ievgueni Drojine (ru) (1978-1982, 1985-1987)
- Rashid Gallakberov (en) (1983-1984, 1987-1991)
- Youri Gavrilov (1987, 1989-1990)
- Valeri Gazzaev (1976-1978)
- Alekseï Iline (en) (1975-1979, 1972-1985)
- Andreï Kalaïtchev (en) (1986-1989)
- Aleksandr Kalachnikov (ru) (1984-1988)
- Sergueï Kamzouline (ru) (1973-1981)
- Aleksandr Khomoutetski (ru) (1981-1984)
- Boris Kuznetsov (en) (1979-1982)
- Viktor Lakhonine (ru) (1939-1951)
- Ievgueni Liadine (en) (1948-1956)
- Ievgueni Milechkine (en) (1978-1982, 1985-1991)
- Ivan Morgoulov (ru) (1957-1961)
- Vladimir Mukhanov (en) (1980-1984)
- Vladimir Outkine (ru) (1973-1976)
- Alekseï Ovtchinnikov (ru) (1974-1978)
- Valeri Petrakov (1976-1980, 1986)
- Boris Petrov (ru) (1965-1969)
- Anatoli Piskounov (en) (1972-1976)
- Ievgueni Rogov (1953-1962)
- Iouri Siomine (1975-1977)
- Viktor Sokolov (ru) (1955-1963)
- Viatcheslav Spiridonov (ru) (1960-1963)
- Iouri Tchesnokov (1972-1974)
- Piotr Terenkov (ru) (1936-1948)
- Guennadi Zabeline (ru) (1947-1959)
- Igor Zaïtsev (en) (1957-1959)
- Dmitri Alenitchev (1991-1993)
- Alekseï Arifoulline (en) (1988-2000)
- Diniar Bilialetdinov (2004-2009)
- Dmitri Boulykine (1997-2000)
- Taras Burlak (2008-2013)
- Maksim Bouznikine (2001-2005)
- Roman Chichkine (2010-2017)
- Oleg Garine (en) (1993-1997)
- Denis Glouchakov (2005-2013)
- Dmitri Gorkov (en) (1983-1984, 1987-1994)
- Maksim Grigoriev (en) (2012-2016)
- Rénat Ianbaïev (2007-2017)
- Vladislav Ignatiev (2010-2012, 2016-)
- Dmitri Khokhlov (2003-2005)
- Anton Miranchuk (2013-)
- Mukhsin Mukhamadiev (1992-1993)
- Magomed Ozdoïev (2010-2015)
- Roman Pavlioutchenko (2012-2015)
- Ruslan Pimenov (1999-2006)
- Sergueï Podpaly (1991-1994)
- Oleg Samatov (en) (1989-1993)
- Aleksandr Samedov (2005-2008, 2012-2016)
- Alexeï Smertine (1999-2000)
- Fiodor Smolov (2018-)
- Andreï Solovtsov (en) (1984-1985, 1988-1992)
- Dmitri Tarasov (2010-2019)
- Dmitri Torbinski (2008-2013)

Pays de l'ex-URSS
- Sargis Hovhannisyan (en) (1994-2000)
- Albert Sarkisyan (1997-2001)
- Andreï Lavrik (1998-2001)
- Yan Tigorev (2011-2015)
- Malkhaz Asatiani (2003-2010)
- Mikhaïl Ashvetia (2003-2005)
- Zaza Janashia (en) (1996-2001)
- Iouri Baturenko (1992-1995)
- Igor Tcherevtchenko (1996-2001)
- Khakim Fuzailov (1992-1995)
- Oleksandr Aliyev (2010-2011)
- Taras Mykhalyk (2013-2019)

Europe
- Senijad Ibričić (2011-2013)
- Emir Spahić (2006-2008)
- Vedran Ćorluka (2012-)
- Tomislav Dujmović (2009-2010)
- Dario Krešić (2012-2014)
- Lassana Diarra (2013-2014)
- Alexis Beka Beka (2021-2022)
- Wilson Isidor (2022-2024)
- Benedikt Höwedes (2018-2020)
- Ivan Pelizzoli (2007-2010)
- Marko Baša (2008-2011)
- Maciej Rybus (2017-)
- Éder (2017-)
- Răzvan Cociş (2007-2009)
- Garry O'Connor (2006-2007)
- Nemanja Pejčinović (2014-2018)
- Petar Škuletić (2015-2017)
- Milan Obradović (2001-2004)
- Ján Ďurica (2009-2016)

Amérique
- Winston Parks (2002-2006)
- Felipe Caicedo (2011-2013)
- Jefferson Farfán (2017-)

Afrique
- Delvin Ndinga (2015-2017)
- Dramane Traoré (2006-2010)
- Mbark Boussoufa (2013-2016)
- Brian Idowu (2018-)
- Victor Obinna (2011-2015)
- James Obiorah (2001-2005)
- Peter Odemwingie (2007-2010)
- Dame N'Doye (2012-2015)
- Oumar Niasse (2014-2016)

## Identité du club

### Historique du logo
La galerie suivante liste les différents logos connus du club au cours de son existence,.

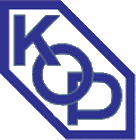
KOR (1923-1930)
1936-1960
1974-1982
1982-1990
1991
1994-1996
depuis 1999

### Stades et affluences
À partir des années 1930, le Lokomotiv évolue dans une enceinte de 15 000 spectateurs qui change plusieurs fois de nom et de capacité, passant notamment à 30 000 places au milieu des années 1960 puis à 24 000 au milieu des années 1990. La construction d'un nouveau stade, le stade Lokomotiv (RZD Arena à partir de 2017), démarre en 2000 et s'achève dans les années 2002, celui-ci pouvant accueillir jusqu'à 27 084 personnes.
Le graphique suivant représente le nombre moyen de spectateurs à domicile du Lokomotiv Moscou en championnat par match par saison depuis 1992.

## Autres sections sportives du club

### Football féminin
En février 2018, le Lokomotiv Moscou annonce la création d'une équipe féminine qui évolue depuis dans la première division russe.

### Beach soccer
Le Lokomotiv Moscou possède une section beach soccer, fondée en 2010, qui est l'un des clubs les plus titrés de Russie. Il remporte notamment la Coupe du monde des clubs en 2012 et 2017 (en) ainsi que la Coupe d'Europe des clubs en 2013.

### Rugby
Le Lokomotiv possède également un club de rugby (en) fondé en 1937 et qui rejoint le championnat professionnel russe en 2010. Il a remporté 9 fois le championnat et 12 fois la coupe nationale.